# Collegio elettorale di Fiorenzuola (Regno di Sardegna)
Il collegio elettorale di Carpaneto è stato un collegio elettorale uninominale del Regno di Sardegna, uno dei sette collegi della provincia di Piacenza e uno dei tre del mandamento di Fiorenzuola. 
È stato istituito, assieme agli altri collegi elettorali dell'Emilia, con decreto del Governatore per le provincie dell'Emilia, Luigi Carlo Farini, il 20 gennaio 1860
Comprendeva i mandamenti di Fiorenzuola e Bardi.
Con la proclamazione del Regno d'Italia il territorio è confluito nell'omonimo collegio del nuovo regno.

## Dati elettorali
Nel collegio si svolsero votazioni solo per la VII legislatura. 

### VII legislatura
Le votazioni si svolsero in 387 collegi uninominali a doppio turno. Come previsto dalla legge elettorale del 20 novembre 1859, era eletto al primo turno il candidato che «riunisce in suo favore più del terzo dei voti del total numero dei membri componenti il collegio e più della metà dei suffragi dati dai votanti presenti all'adunanza» (art. 91). Se nessun candidato era eletto, al ballottaggio tra i due candidati con più voti era eletto chi otteneva il maggior numero di voti (art. 92) o, in caso di ugual numero di voti, il maggiore d'età (art. 93).
| Partito                            | Partito                            | Candidato                          | Primo turno 25 marzo 1860 | Primo turno 25 marzo 1860 | Ballottaggio 29 marzo 1860 | Ballottaggio 29 marzo 1860 |
| Partito                            | Partito                            | Candidato                          | Voti                      | %                         | Voti                       | %                          |
| ---------------------------------- | ---------------------------------- | ---------------------------------- | ------------------------- | ------------------------- | -------------------------- | -------------------------- |
|                                    | —                                  | Giuseppe Mischi                    | 102                       | 75,00                     | 140                        | 81,87                      |
|                                    | —                                  | Giuseppe Rossi                     | 34                        | 25,00                     | 31                         | 18,13                      |
|                                    |                                    |                                    |                           |                           |                            |                            |
| Iscritti                           | Iscritti                           | Iscritti                           | 331                       | 100,00                    | 331                        | 100,00                     |
| ↳ Votanti (% su iscritti)          | ↳ Votanti (% su iscritti)          | ↳ Votanti (% su iscritti)          | 156                       | 47,13                     | 172                        | 51,96                      |
| ↳ Voti validi (% su votanti)       | ↳ Voti validi (% su votanti)       | ↳ Voti validi (% su votanti)       | 136                       | 87,18                     | 171                        | 99,42                      |
| ↳ Schede non valide (% su votanti) | ↳ Schede non valide (% su votanti) | ↳ Schede non valide (% su votanti) | 20                        | 12,82                     | 1                          | 0,58                       |
| ↳ Astenuti (% su iscritti)         | ↳ Astenuti (% su iscritti)         | ↳ Astenuti (% su iscritti)         | 175                       | 52,87                     | 159                        | 48,04                      |